# Micrurus langsdorffi
Micrurus langsdorffi este o specie de șerpi din genul Micrurus, familia Elapidae, descrisă de Johann Georg Wagler în anul 1824. A fost clasificată de IUCN ca specie cu risc scăzut.

## Subspecii
Această specie cuprinde următoarele subspecii:
- M. l. langsdorffi
- M. l. ornatissimus